# Stena Hollandica
Lo Stena Hollandica è un traghetto appartenente alla compagnia di navigazione Stena Line.

## Servizio
Varato il 7 luglio 2009 nel cantiere navale Wadan Yard di Wismar con il nome di Stena Hollandica e consegnato il 7 maggio 2010 alla Stena Line, prende servizio il 16 maggio successivo nei collegamenti tra Hoek van Holland e Harwich, dove opera tutt'oggi.

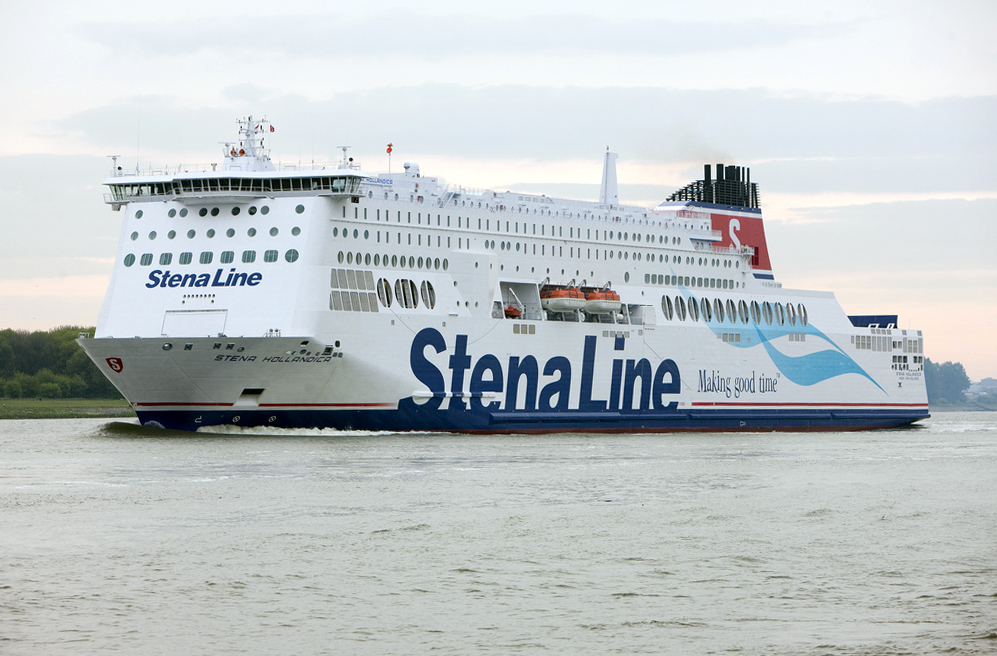
Lo Stena Hollandica in navigazione nel 2010.

## Navi gemelle
- Stena Britannica